# جريميو نوفوريزونتينو
نادي جريميو نوفوريزونتينو (بالبرتغالية: Grêmio Novorizontino‏) وهو نادي كرة قدم برازيلي. تأسس النادي في 11 مارس 2001، خلفا لنادي جريميو إسبورتيفو نوفوريزونتينو المنحل، وورث ألوانه وشعاره. بعد قضاء سنواته الأولى في دوري الهواة، انضم النادي إلى اتحاد ولاية ساو باولو لكرة القدم المعروف باسم فيديراساو باوليستا دي فوتيبول، (بالبرتغالية: Federação Paulista de Futebol‏) في سنة 2010، لكنه لم يشارك في مسابقات الاتحاد إلا في سنة 2012.

## وصلات خارجية
لم يتم العثور على روابط لمواقع التواصل الاجتماعي.